# Dovhenke, Talne
Dovhenke (în ucraineană Довгеньке) este un sat în comuna Korsunka din raionul Talne, regiunea Cerkasî, Ucraina.

## Demografie
Componența lingvistică a localității Dovhenke
     Ucraineană (90,95%)
     Română (4,02%)
     Rusă (3,52%)
     Belarusă (1,51%)
Conform recensământului din 2001, majoritatea populației localității Dovhenke era vorbitoare de ucraineană (90,95%), existând în minoritate și vorbitori de română (4,02%), rusă (3,52%) și belarusă (1,51%).